# Distretto municipale di Kwahu Ovest
Il distretto municipale di Kwahu Ovest (ufficialmente Kwahu West Municipal Assembly, in inglese) è un distretto della Regione Orientale del Ghana.